# En in Izzegem
En in Izzegem is het debuutalbum van de Vlaamse hiphopgroep 't Hof van Commerce.

## Tracklist
1. Investeern In Een Twad Anders
2. Zonder Niet
3. Izzegem
4. Genoeg Gelachn Vintje
5. Interludium
6. 't Hof Van Commerce
7. Dommestik En Levrancier
8. Fysiekelik Pinlik
9. Lang Leve Minzelvn (Demo Versie)
10. De Verefninge
11. Izzegem II
12. IV
13. In Den Begunne
14. Chance
15. Extra Trek